# Far away (谷村新司の曲)
「Far away」（ファーラウェイ，ファー・アウェイ）は、1988年3月25日にポリスターからリリースされた谷村新司の楽曲で20枚目のシングル。

## 解説
水越恵子の1979年のアルバム「Aquarius」（アクエリアス）収録曲および1986年のシングル「Too far away」（トゥーファーラウェイ，トゥー・ファー・アウェイ）のカバー（タイトルを変更）。
カップリングの「Tomorrow Part2」は、住友生命のCMソング。
水越恵子の「Aquarius」はアルバムのオリコンチャートに23週にわたってランクイン（最高17位）、7万7千枚を売り上げたものの、シングル「Too far away」はチャート入りをせず、作詞・作曲を手掛けた伊藤薫も1985年に「君への道」のタイトルでシングルとして発売したが、チャート入りは出来なかった。
谷村による本作は9週にわたってオリコンチャート入り（最高69位）、2万1千枚を売上。谷村は1997年、水越が発表したシングル「You are my life」のカップリング曲「Too far away」にて水越とデュエットした。

## その他のカバー
谷村と親交があったやしきたかじんは、1984年のアルバム「CATCH ME」（オリコンチャート入りせず）にて「Too far away」を収録。
香坂みゆきは1984年のアルバム「JET LAG」（オリコンチャート34位）に「Too far away」を収録。
アリスのメンバーである堀内孝雄は1991年のシングル「さよならだけの人生に」（オリコンチャート55位）のカップリングで、谷村と同じタイトルでカバーしている。
その後も五味美保（1993年シングル「君への道」。オリコンチャート入りせず）、安倍なつみ（2007年シングル「Too far away 〜女のこころ〜」。オリコンチャート15位）など多くの歌手に歌われたほか、香港や韓国でもカバーされている。

## 収録曲
1. Far away
作詞・作曲：伊藤薫／編曲：瀬尾一三
2. Tomorrow Part2
作詞・作曲：谷村新司／編曲：馬飼野康二